# Ritan (Schiff)
Die Ritan [ˈɹiːtan] (färöisch rita = „Dreizehenmöwe“) ist eine kleine Personenfähre auf den Färöern, die mehrmals täglich vom Hafen in Hvannasund (Viðoy) aus über dem Fugloyarfjørður die Inseln Svínoy und Fugloy anläuft. Alle drei Inseln gehören zu den Nordinseln. Bis vor einigen Jahren war die Personenfähre Másin auf dieser Strecke unterwegs. Sie wurde im Jahr 2010 aus dem Betrieb genommen und durch die heutige Fähre ersetzt.

## Beschreibung
Der stählerne Schiffskörper der Ritan wurde 1971 in Monnickendam in den Niederlanden gebaut. Der Stapellauf erfolgte am 1. Juni, die Fertigstellung am 1. Oktober 1971. Das mit 80,80 BRT vermessene Schiff kann maximal 125 Passagiere befördern. Der Antrieb erfolgt durch zwei Sechszylinder-Viertakt-Dieselmotoren des Herstellers Volvo Penta vom Typ TAMD 122 A 86 7955, die über Untersetzungsgetriebe auf zwei Propeller wirken. Für die Stromerzeugung stehen zwei Volvo-Penta-Dieselgeneratoren des Typs D138-N MH (FE) sowie ein Notgenerator zur Verfügung.
Das Schiff gehört dem Staat und wird von der staatlichen Reederei Strandfaraskip Landsins betrieben.

## Fahrtzeiten und Fahrtdauer

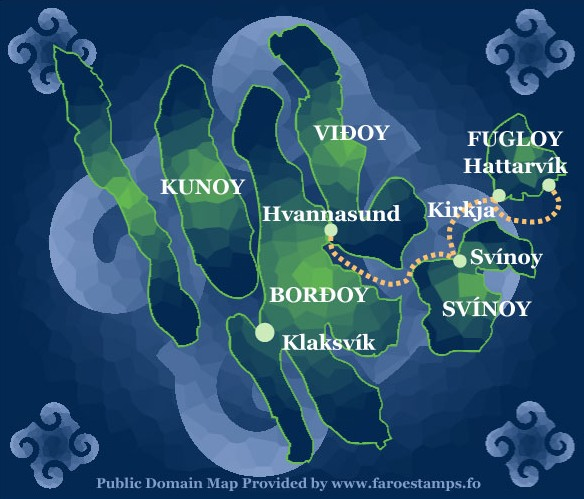
Die Fährlinie Route 58 Hvannasund – Svínoy – Kirkja – Hattarvík

Die Fähre fährt im Sommer vier Mal pro Tag und im Winter drei Mal pro Tag von Hvannasund aus. Für die Strecke von Hvannasund nach Svínoy benötigt die Fähre eine halbe Stunde, von Svínoy nach Kirkja auf Fugloy eine Viertelstunde und von Kirkja nach Hattarvík 10 Minuten. Auf dem Rückweg benötigt sie von Hattarvík nach Svínoy und von Svínoy nach Hvannasund jeweils eine halbe Stunde.
Als Alternative stehen für die Inselbewohner Hubschrauber zur Verfügung. Bis zur Einführung des Hubschrauberdienstes 1984 war die Vorgängerfähre Másin das einzige öffentliche Transportmittel für die Bewohner von Svínoy und Fugloy. Zur Verbesserung der Reisebedingungen wird auch seit einiger Zeit darüber nachgedacht eine Luftseilbahn-Verbindung zwischen Viðoy, Svínoy und Fugloy einzurichten, da Tunnelbauten zu kostspielig sind.

## Routen
- Tórshavn - Nólsoy (bis 2010)
- Hvannasund – Svínoy – Kirkja – Hattarvík (seit 16. Juli 2010)

## Bildergalerie

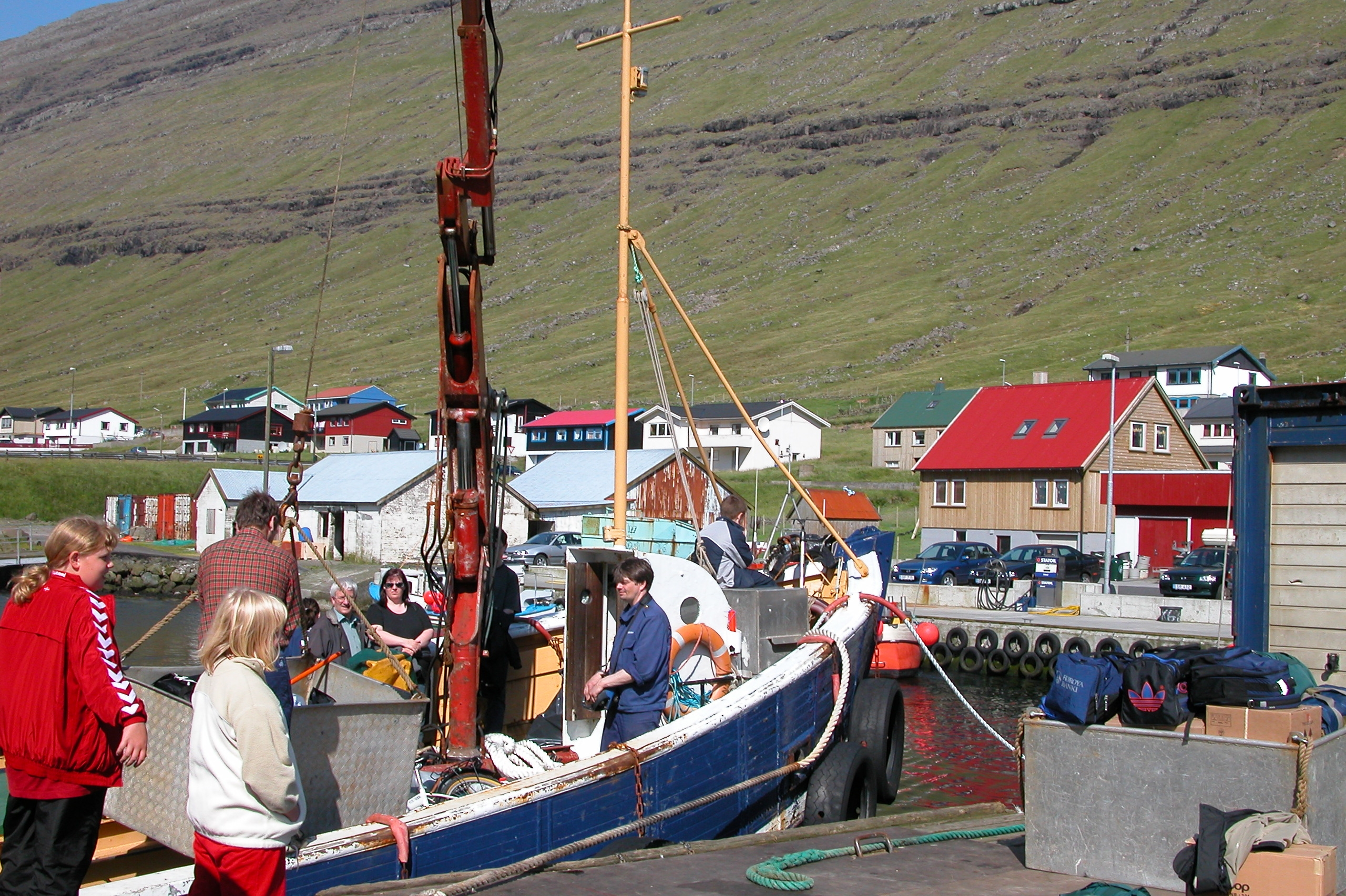
Der Hafen in Hvannasund mit der früheren Fähre Másin.
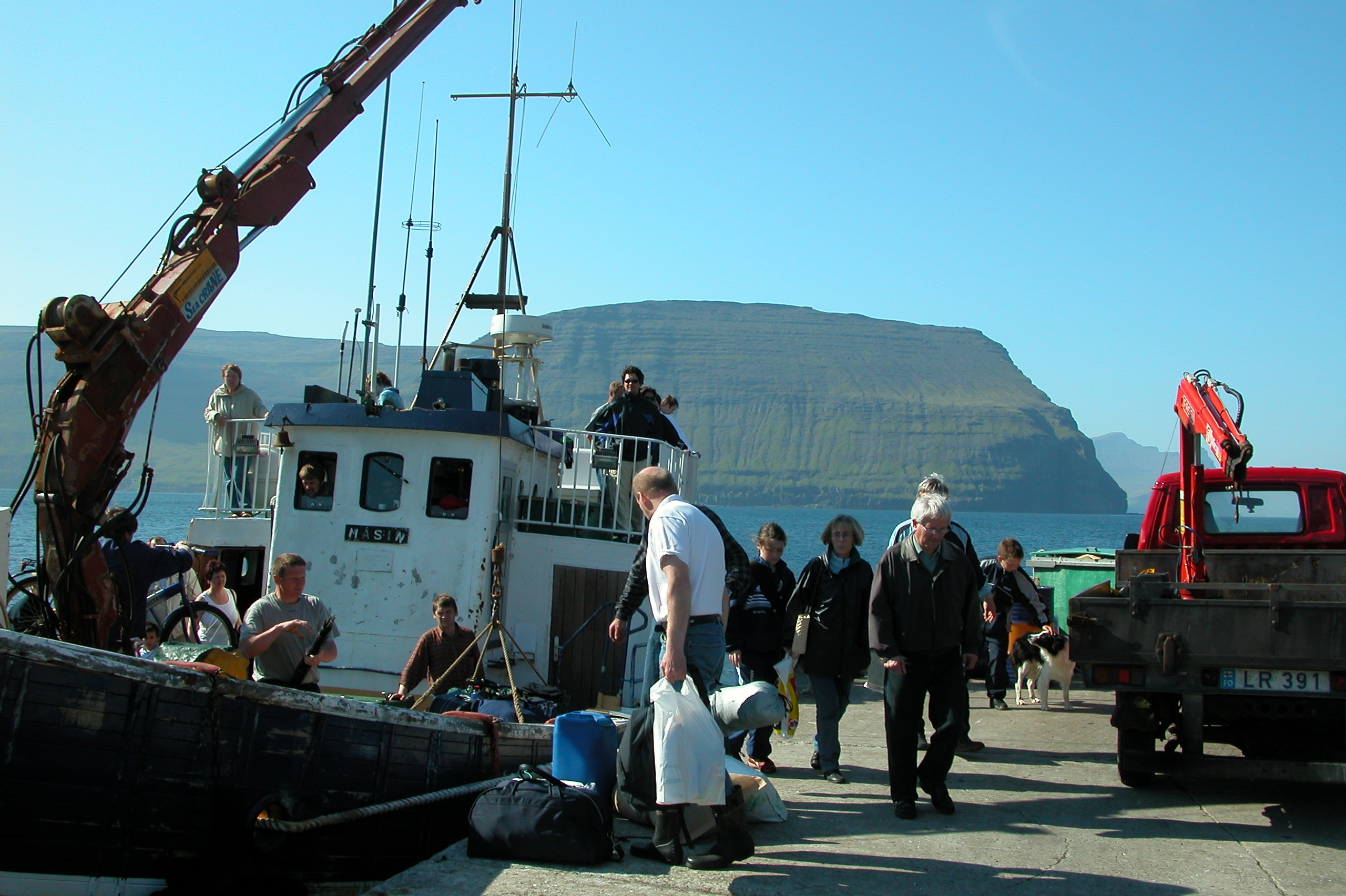
Der Hafen von Svínoy mit der Másin.
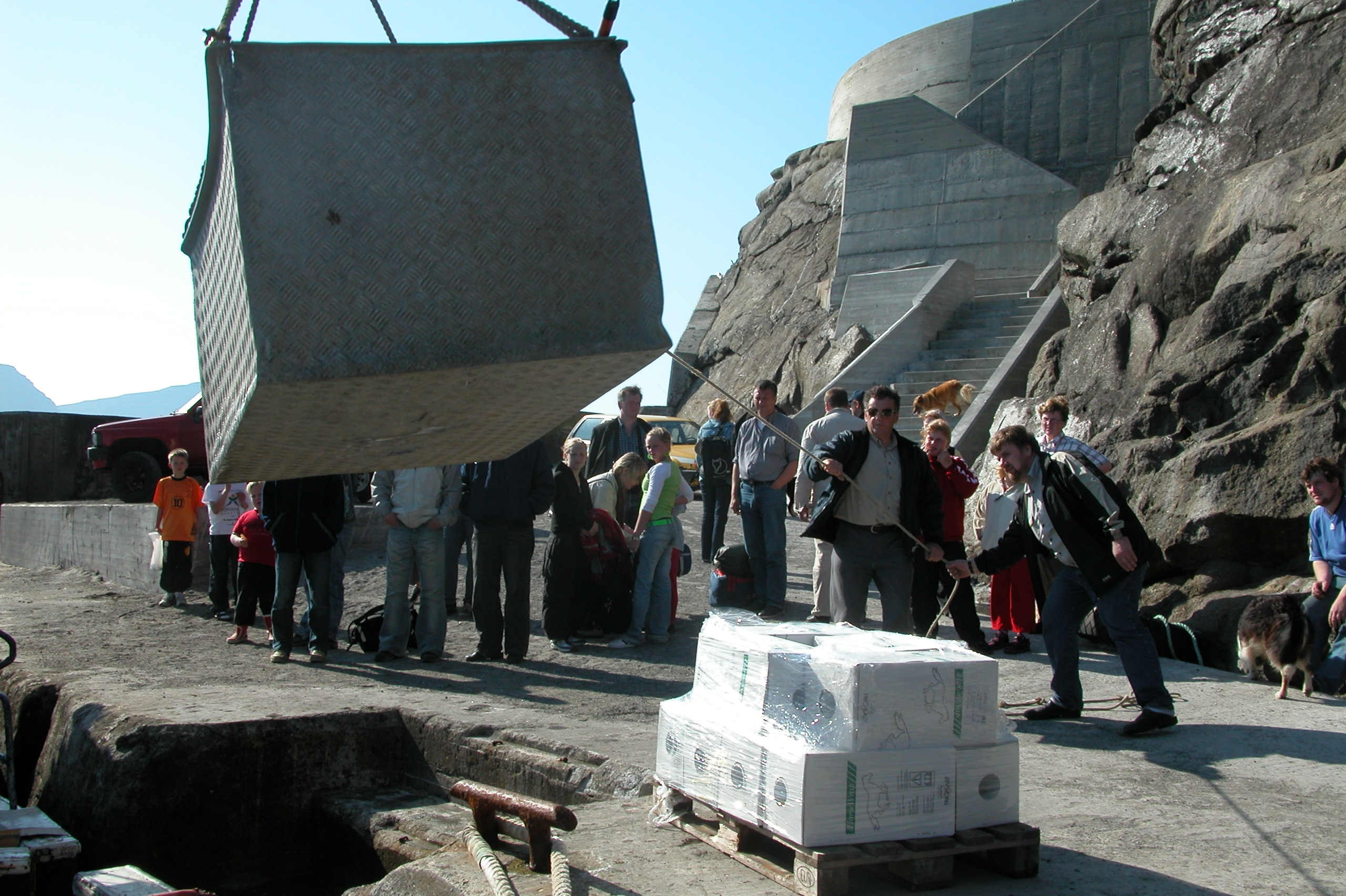
Im Hafen von Kirkja auf Fugloy.